# Petronas Towers
Petronas Towers (også kendt som Petronas Twin Towers), i Kuala Lumpur, Malaysia, er to ens skyskrabere bygget ved siden af hinanden. De var engang verdens højeste bygninger, når der måles fra hovedindgangens niveau til højeste punkt på bygningens konstruktion. Ved færdiggørelsen var det de højeste bygninger i Asien.  Inklusiv antennen er tårnene 451,9 meter høj og har begge 88 etager.
Den er senere blevet overgået af Taipei 101 den 17. oktober 2003. Petronas Towers er stadig det største tvillingetårn i verden og udgør tilsammen den største bygning, der er opført i det 20. århundrede. Det er dog blevet indvendt, at de kun har været de højeste i 1 af de 4 højdekategorier.